# Стораче, Франческо
Франческо Стораче (итал. Francesco Storace; род. 25 января 1959, Кассино, провинция Фрозиноне, Лацио) — итальянский журналист и политик, министр здравоохранения в третьем правительстве Берлускони (2005—2006).

## Биография
Родился 25 января 1959 года в Кассино, женат на Рите Ди Роза (Rita Di Rosa), у супругов есть дочь Мариялидия (Marialidia).

### Национальный альянс
Стораче стал пресс-секретарём Итальянского социального движения и в январе 1995 года перешёл в созданную на его основе Джанфранко Фини новую партию — Национальный альянс. В 1994 году был избран в Палату депутатов XII созыва по спискам НА, а в 1996 году переизбран в Палату XIII созыва, но досрочно сдал мандат 30 мая 2000 года после победы возглавляемой им правоцентристской коалиции на региональных выборах в Лацио с результатом 51,3 % голосов, что принесло победителям 38 мест в региональном совете из 60 против 22 мест у левоцентристской коалиции Пьеро Бадалони, а самому Стораче — должность президента региона. На региональных выборах 3 апреля 2005 года коалиция Стораче «За Лацио» (Per il Lazio) потерпела поражение (её поддержали только 38,25 % избирателей) и новым президентом региона стал лидер левоцентристов Пьеро Марраццо — его коалиция Marrazzo presidente добилась результата 60,59 %.

### Уход из третьего правительства Берлускони
23 апреля 2005 года Стораче занял кресло министра здравоохранения в третьем правительстве Берлускони, а 10 марта 2006 года подал в отставку из-за обвинений в организации электронной слежки за штабами своих соперников на региональных выборах 2005 года — Пьеро Марраццо и Алессандры Муссолини. 11 марта 2006 года президент Чампи принял эту отставку, назначив премьер-министра Берлускони исполняющим обязанности министра здравоохранения. Сам Стораче отрицал выдвинутые против него обвинения (скандал получил в прессе ироничное название Laziogate по аналогии с Уотергейтским скандалом), но отказался от предложенной ему в телефонном разговоре поддержки Берлускони. Стораче обосновал необходимость отставки как демонстрацию открытости и способ избавиться от подозрений, а в письме президенту написал: «Я — жертва, а не преступник» (суд первой инстанции приговорил Стораче к полутора годам заключения, но 29 октября 2012 года апелляционный суд Рима вынес окончательный оправдательный приговор всем обвиняемым по этому делу ввиду отсутствия факта преступления).

### В Сенате Италии
В 2006 году Стораче избран от региона Лацио в Сенат по списку Национального альянса и входил в его фракцию с 28 апреля 2006 по 29 июля 2007 года, а с 30 июля 2007 по 28 апреля 2008 года — в группу партии «Правые» Смешанной фракции. С 2006 по 2008 год состоял в 1-й постоянной комиссии (конституционные вопросы), а также в Парламентской комиссии общего назначения и наблюдения за службами радиотелевизонного вещания (Commissione parlamentare per l’indirizzo generale e la vigilanza dei servizi radiotelevisivi).

### После «Национального альянса»
В июле 2007 года Стораче объявил о выходе из Национального альянса (в опубликованном на личном сайте письме он написал: «Это больше не мой политический дом») и организации им новой партии — «Правые». 9 ноября 2008 года, уже заняв должность национального секретаря новой партии, Стораче допустил выступление на партийном съезде Марко Паннелла — его появление вызвало неоднозначную реакцию зала, и Стораче заявил: «Я хочу послушать, не знаю, как вы».
Для участия в парламентских выборах 13 апреля 2008 года партия «Правые» создала блок с Fiamma Tricolore, который возглавила Даниела Сантанке, но объединение получило только 2,43 % голосов избирателей на выборах Палаты депутатов и 2,1 % — на выборах в Сенат, не преодолев в обоих случаях процентного барьера и оставшись без мест в обеих палатах парламента.
На региональные выборы 28 марта 2010 года партия «Правые» в Лацио пошла в составе коалиции «За Лацио», возглавляемой Ренатой Польверини, и получила два места в региональном совете из 27, доставшихся коалиции (за правоцентристов проголосовали в общей сложности 51,37 % избирателей, но за список «Правых» — только 3,96 %). Одно из этих мест занял Стораче и до 25 февраля 2013 года оставался депутатом регионального совета. Региональные выборы 24 февраля 2013 года принесли Стораче новое поражение в Лацио — он возглавлял правоцентристскую коалицию «Лацио-2013» (кроме «Правых», в неё входили Народ свободы, Братья Италии и несколько мелких партий и объединений), которая получила 32,8 % голосов, а левоцентристы во главе с Никола Дзингаретти — 41,64 %. 26 февраля 2013 года Стораче был избран заместителем председателя регионального совета Лацио.
19 февраля 2017 года Стораче избран заместителем председателя Национального движения за суверенитет, созданного путём слияния партии «Правые» и «Национального действия» (Azione Nazionale). Председателем движения стал Джованни Алеманно.

## Юридическое преследование
21 ноября 2014 года Римский суд признал Стораче виновным в оскорблении президента за использование в отношении Джорджо Наполитано определения «indegno» (то есть «недостойный», «гнусный», «подлый», «низкий») и приговорил его к шести месяцам заключения с отсрочкой исполнения приговора.